# Edoardo Cernuschi
Edoardo Cernuschi (Monza, 24 marzo 1932 – Milano, 20 settembre 2001) è stato un attivista italiano.

## Biografia
Laureato in chimica all'Università di Pavia, sposa nel 1961 una sua compagna di corso, con cui ha due figli: Paolo (nato nel 1965 e morto nel dicembre 2022) e Fabio (nato nel 1968). La diagnostica di vari problemi di sviluppo nel figlio maggiore costringe la coppia a frequentare spesso l'ambiente ospedaliero, toccando con mano l'arretratezza delle strutture sanitarie nell'ambito delle cure e dell'assistenza per le persone con disabilità. Questo disagio spingerà Cernuschi, assieme ad altre famiglie con all'interno soggetti con disabilità, a fondare nel 1979 la Lega per i diritti degli handicappati (LEDHA), un'associazione volta alla tutela dei diritti dei portatori di handicap di cui sarà il primo presidente. L'attivismo per le persone con disabilità lo porterà nei primi anni '80 a tenere quindicinalmente sul Corriere della Sera la rubrica Handicappati e società (realizzata in collaborazione con l'Anffas) ed organizzando assieme a Piero Merzagora e Stefano Losurdo la rassegna cinematografica Lo sguardo degli altri. Tra gli altri film presentati si ricordano, Stepping Out, opera prima di Chris Noonan, Anche i nani hanno cominciato da piccoli di Werner Herzog e Dietro la maschera di Peter Bogdanovich.
Nel 2000 l'Ospedale San Paolo inaugura il Progetto DAMA (Disabled Advanced Medical Assistance), un'unità specializzata nel garantire l'accesso ospedaliero ai disabili e fortemente voluta da Cernuschi e dalla LEDHA ed insignita nel 2020 dell'Ambrogino d'oro per benemerenza civica.  
Un anno dopo la sua scomparsa, avvenuta nel 2001, Cernuschi è stato omaggiato con la Medaglia d'oro alla Memoria del Comune di Milano.

## Libri
- Edoardo Cernuschi e Piero Merzagora, Rapporto H. Handicappati: Chi Sono Come Vivono una Lunga Marcia Contro l'Emarginazione, collana Handicappati e società, Sperling & Kupfer, 1981, ISBN 88-200-0191-8.